# Connect the World
Connect the World ist eine tägliche Nachrichtensendung des Senders CNN International. Sie wird moderiert von Becky Anderson und stellt einen Überblick der  Geschehnisse des Tages dar. Sie ist vor allem für ihre markante und direkte Moderation mit überwiegend dominanter Betonung bekannt. Darüber hinaus werden die einzelnen Bestandteile und Interview-Partner miteinander vernetzt. Das Konzept ist ähnlich wie bei den deutschen Tagesthemen.